# Canville-les-Deux-Églises
Canville-les-Deux-Églises település Franciaországban, Seine-Maritime megyében. Lakosainak száma 307 fő (2022. január 1.). Canville-les-Deux-Églises Autigny, Bénesville, Bourville, Brametot, Bretteville-Saint-Laurent, Gonzeville és Héberville községekkel határos.

## Népesség
A település népességének változása:
| Lakosok száma | 338  | 330  | 328  | 327  | 326  | 319  | 313  | 307  |
|               | 2013 | 2015 | 2017 | 2018 | 2019 | 2020 | 2021 | 2022 |